# Lacantunia
Lacantunia is een monotypisch geslacht van straalvinnige vissen uit de familie van de meervallen (Lacantuniidae).

## Soort
- Lacantunia enigmatica Rodiles-Hernández, Hendrickson & Lundberg, 2005